# Pazzini Editore
La Casa Editrice Pazzini ha sede a Verucchio. È stata fondata come tipografia nel 1886 da Domenico Pazzini. Nel 1927 il figlio Eugenio avvia, accanto all'attività tipografica, quella editoriale, con la pubblicazione della propria raccolta Poesie giocose. 
Pazzini pubblica una trentina di collane. Una buona parte di queste sono dedicate ad argomenti religiosi. Pubblica anche letteratura dialettale e studi sui dialetti romagnoli, nelle collane Vernacula e Parole nell'ombra e nella rivista Il parlar franco, diretta da Gualtiero De Santi.
Fra gli autori che hanno pubblicato da Pazzini si segnalano Massimo Cacciari (La città) e 
Luigi Bettazzi (Esseri ed Essere. Cicaléccio... per i filosofi principianti, La Chiesa dei poveri. Dal Concilio a papa Francesco).